# Cazinoul din Vatra Dornei
Palatul Dornelor sau Cazinoul din Vatra Dornei este o clădire construită în perioada 1896-1898 în orașul Vatra Dornei (aflat astăzi în județul Suceava). El este situat pe str. Republicii nr. 5, între Parcul balnear și râul Dorna. 
Clădirea, numită în trecut Cazinoul Băilor sau Pavilionul Central al Băilor, a îndeplinit de-a lungul timpului mai multe funcțiuni: sediu administrativ al ,,Băilor” (complexul balneo-climateric Vatra Dornei), dar și ocazional ca sală de concerte și spectacole pentru evenimente culturale, seri de bal și de vals. În prezent, Cazinoul este complet renovat,  recăpătându-și grația de altădată. El a fost deschis publicului marți, 28 noiembrie 2023, dată la care se împlinesc 105 de ani de la Unirea Bucovinei cu România.
Centrul Muzeal Cazinoul Băilor din Vatra Dornei a fost inclus în Lista monumentelor istorice din județul Suceava, elaborată în anul 2004, având codul SV-II-m-A-05670. 

## Istoric

### Construcția și inaugurarea
Aprobarea pentru construirea unui cazinou la Vatra Dornei a fost acordată în urma intervenției primarului Vasile Deac (1875-1902) la împăratul Franz Joseph al Austriei. În timpul audienței, primarul l-a convins pe monarh de necesitatea construirii unui cazino pentru turiștii veniți la băi. 
Terenul pe care s-a construit clădirea se afla în proprietate comunală și era acoperit de păduri, care au fost defrișate. O parte din banii pentru construcția cazinoului au fost strânși prin chetă publică, la care a contribuit însuși împăratul Franz Joseph, iar o altă parte au fost împrumutați printr-o bancă vieneză. Proiectul a fost realizat de către arhitectul vienez Peter Paul Brang, iar lucrările au început în anul 1896 și s-au încheiat în 1898. Clădirea cazinoului a fost inaugurată în mod oficial la 10 iulie 1899. 
Cazinoul a fost construit în stil eclectic, cu unele note ale Renașterii germane. Din punct de vedere arhitectonic, ea seamănă cu Cazinoul din Baden. În interior se aflau trei policandre de cristal de Murano, la început cu lumânări, apoi cu becuri. 

### Funcționarea cazinoului

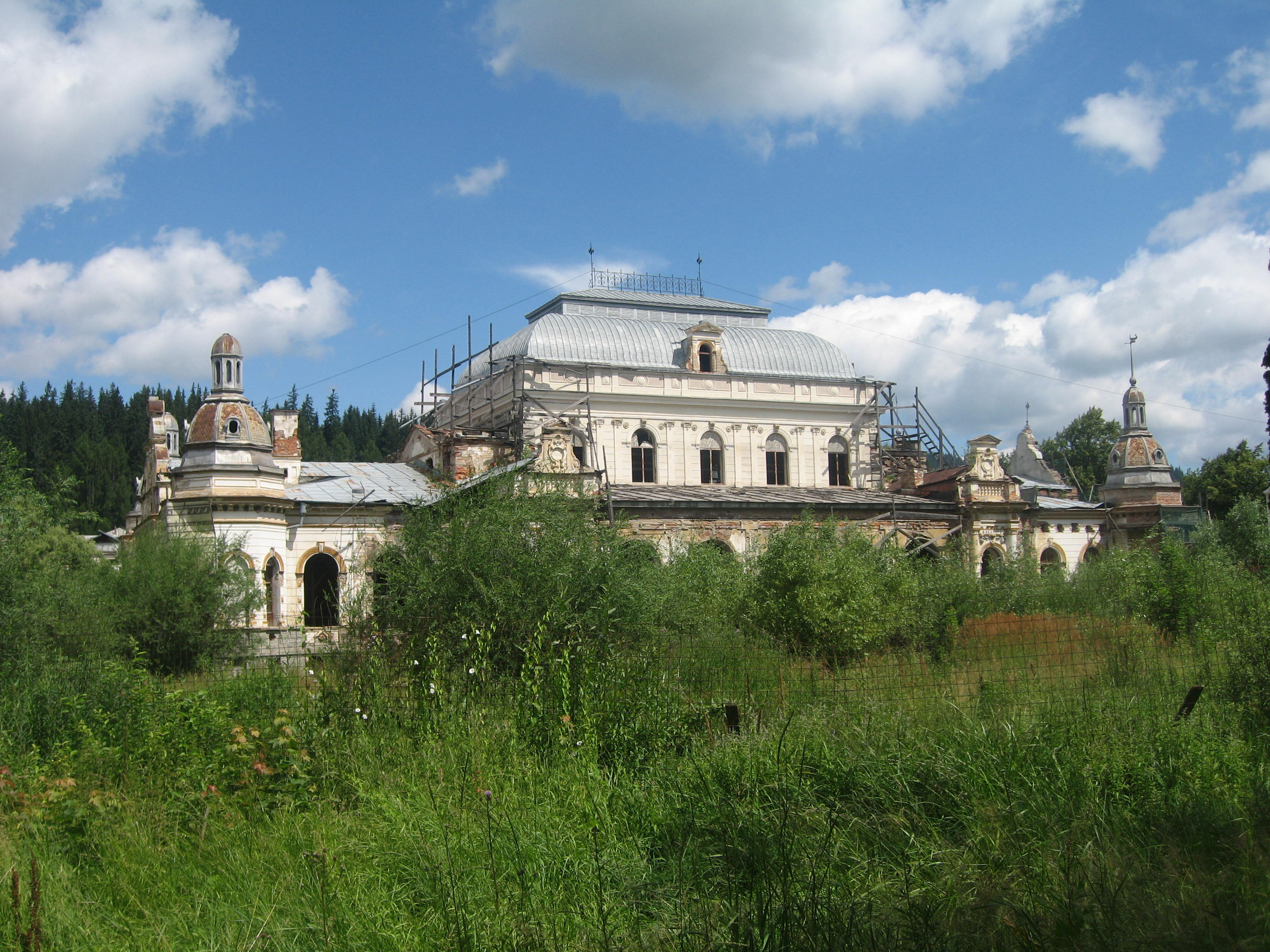
Cazinoul din Vatra Dornei în anul 2011

În cazinou se afla o sală de teatru, o bibliotecă, un restaurant, o cofetărie, spații de utilitate publică. Printre cei care au trecut pragul cazinoului din Vatra Dornei au fost împăratul Franz Joseph, arhiducele Franz Ferdinand, dar și personalități românești precum Lucian Blaga, Nicolae Iorga, Corneliu Zelea Codreanu, generalul Gheorghe Argeșanu, Nichifor Crainic, A.C. Cuza, generalul Ion Antonescu, Emil Bodnăraș, Eugen Jebeleanu, Mihai Beniuc, Zaharia Stancu, Gheorghe Gheorghiu-Dej și Chivu Stoica. 
După Unirea Bucovinei cu România (1918), terenul pe care se afla cazinoul a intrat în reconstituirea Fondului Bisericesc al Bucovinei, în contul reparațiilor de război pe care Austria a fost nevoită să le plătească României. 
Începând din anul 1936 au fost realizate o serie de lucrări de modificare funcțională a clădirii. Astfel, scena din sala de reprezentații a cazinoului a fost modificată, iar în spatele cazinoului s-a amenajat în 1937 o terasă cu vedere spre parcul balnear.
În timpul celui de-al doilea război mondial, clădirea cazinoului a fost folosită de armatele germane în scopuri militare. În dimineața zilei de 29 septembrie 1944, în timpul retragerii din Vatra Dornei a ultimelor unități militare, clădirea cazinoului și mai ales spațiile interioare au suferit distrugeri importante. Începând din primăvara anului 1945 au fost realizate o serie de lucrări de reparații și renovare.
După instaurarea în România a regimului comunist, Cazinoul a fost naționalizat și transformat în club muncitoresc și centru al stațiunii balneare. În această clădire se țineau ședințe de partid sau întâniri sindicale, dar și campionate naționale de șah. 

### Ruinarea și încercările de refacere
În prima parte a anului 1986, s-a început efectuarea unor lucrări ample de renovare a clădirii și de remodelare a perimetrului din vecinătate, strada dinspre râul Dorna fiind transformată în bulevard. După declarațiile lui Ioan Cornețchi, fost primar la Vatra Dornei (1986-1989), președintele Nicolae Ceaușescu a aprobat în 1987 refacerea cazinoului, documentația fiind avizată de guvern. Lucrările trebuiau finalizate în termen de trei ani. S-a refăcut structura de rezistență cu elevi și militari. 
Revoluția din decembrie 1989 a surprins șantierul în plină activitate. În trei luni s-au furat candelabre, marmura de Carrara, cristaluri, căzi de cupru.  Lucrările nu au mai fost continuate din lipsă de fonduri și ca urmare a schimbării repetate a proprietarilor.
După 1990, cazinoul a aparținut societății Dorna Turism SA, iar apoi, prin hotărâre de guvern, a fost transferat în administrarea Consiliului Local. Ministerul Culturii și Cultelor a alocat fonduri pentru reabilitarea clădirii, iar autoritățile locale au cheltuit sume imense pentru tablă și subzidire.  În anul 1998, la inițiativa primarului Ioan Moraru, Consiliul Local al municipiului Vatra Dornei a decis înființarea Fundației "Cazinoul Vatra Dornei" cu scopul de a găsi resurse financiare necesare restaurării și consolidării cazinoului dornean. 
În ianuarie 2003, Arhiepiscopia Sucevei și Rădăuților, în calitate de administrator juridic al Fondului Bisericesc Ortodox Român din Bucovina, a revendicat clădirea cazinoului. Cazinoul din Vatra Dornei, clădirea Secției de Boli Infecțioase și un alt imobil aflat la baza dealului Runc au fost retrocedate Arhiepiscopiei Sucevei și Rădăuților, prin Hotărârea de Guvern nr. 437 din 14 octombrie 2004, elaborată în urma analizării cererii de către Comisia specială de retrocedare a unor bunuri imobile care au aparținut cultelor religioase din România.  La momentul retrocedării, clădirea cazinoului era o ruină, iar preotul Mihai Valică, care slujește la Biserica "Sf. Treime" din Vatra Dornei, amenința autoritățile statului cu darea în judecată pentru faptul că a permis distrugerea clădirii. 

## Imagini

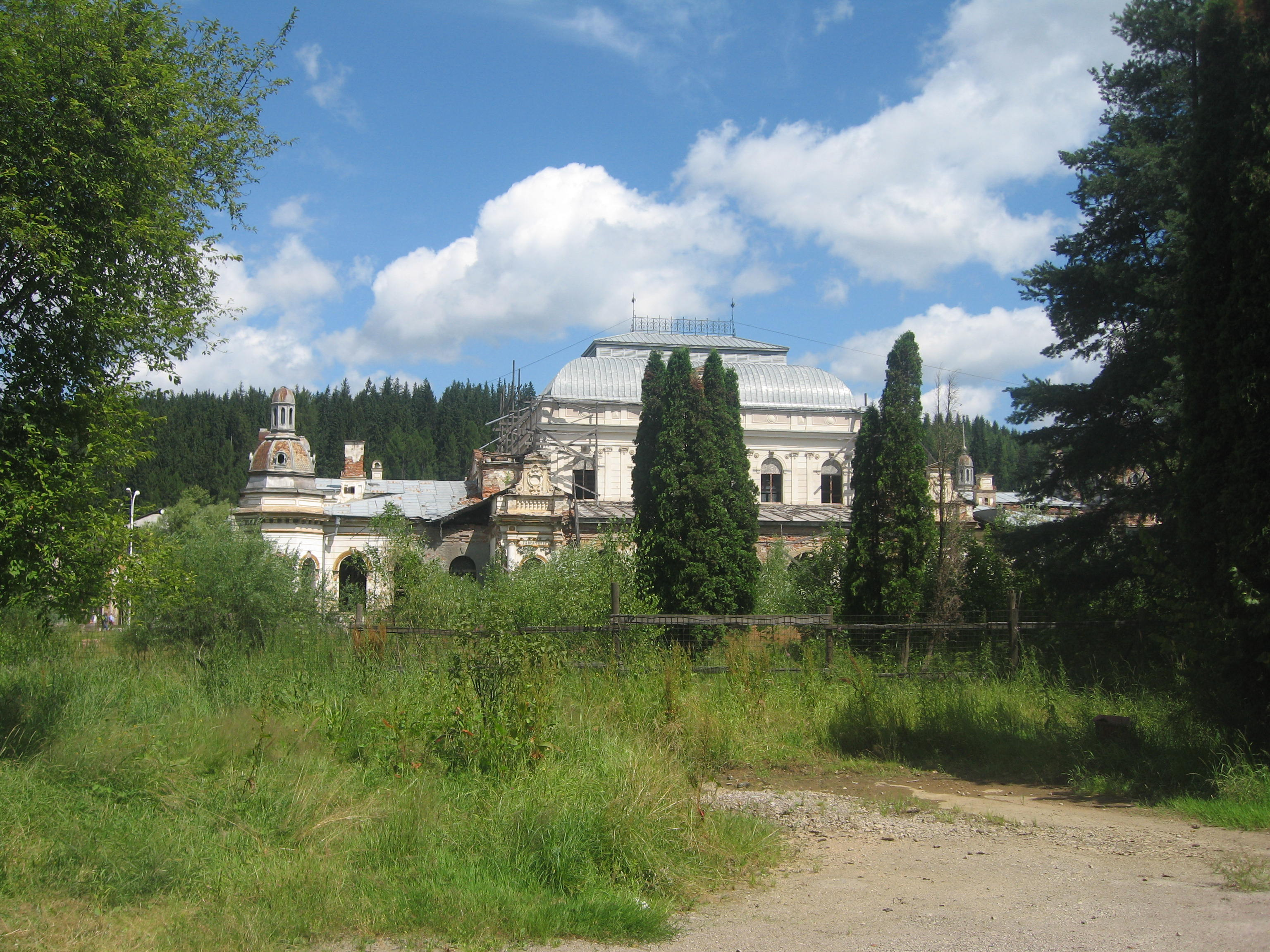
Cazinoul din Vatra Dornei privit din spate
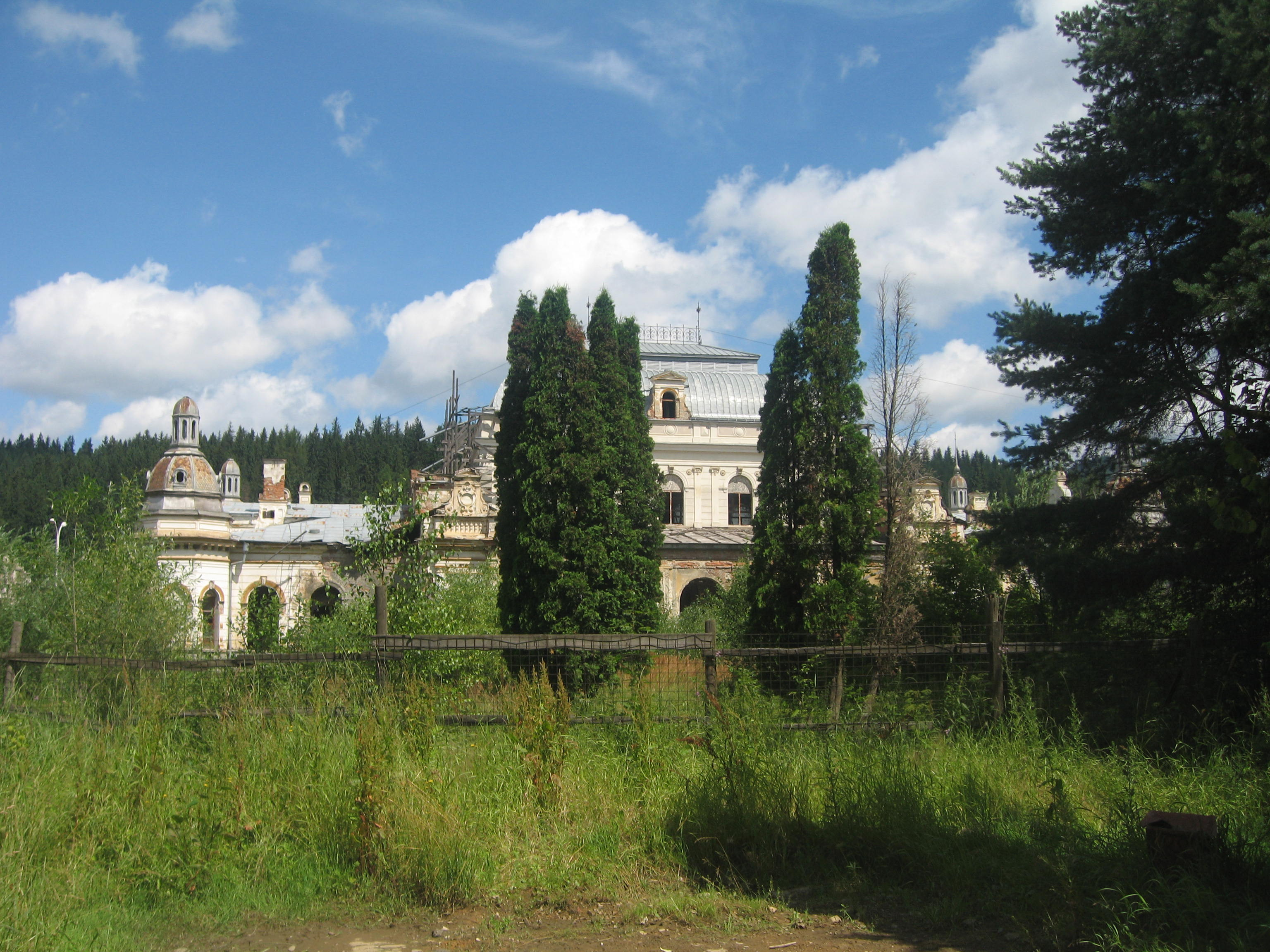
Cazinoul din Vatra Dornei privit din spate
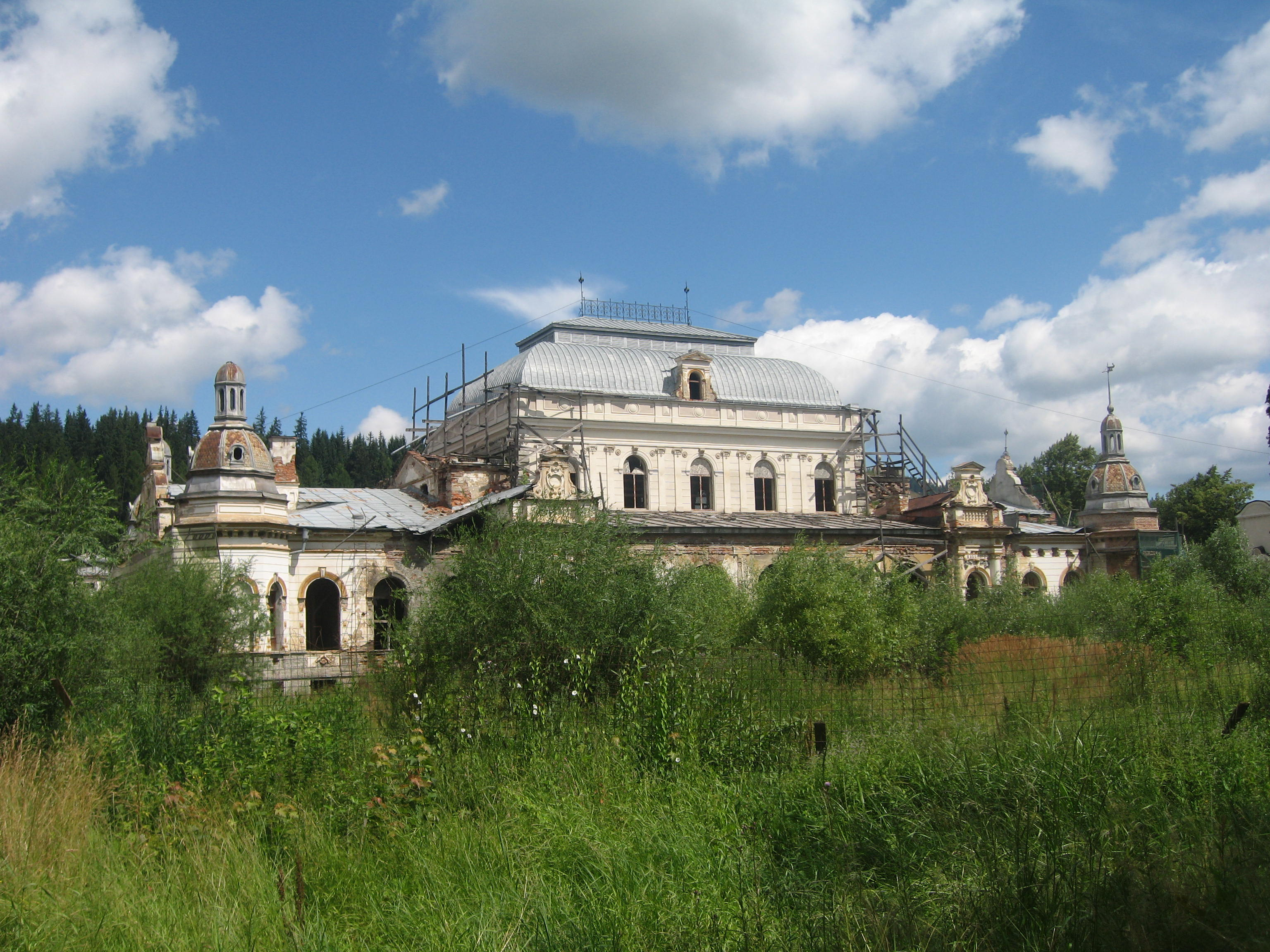
Cazinoul din Vatra Dornei privit din spate
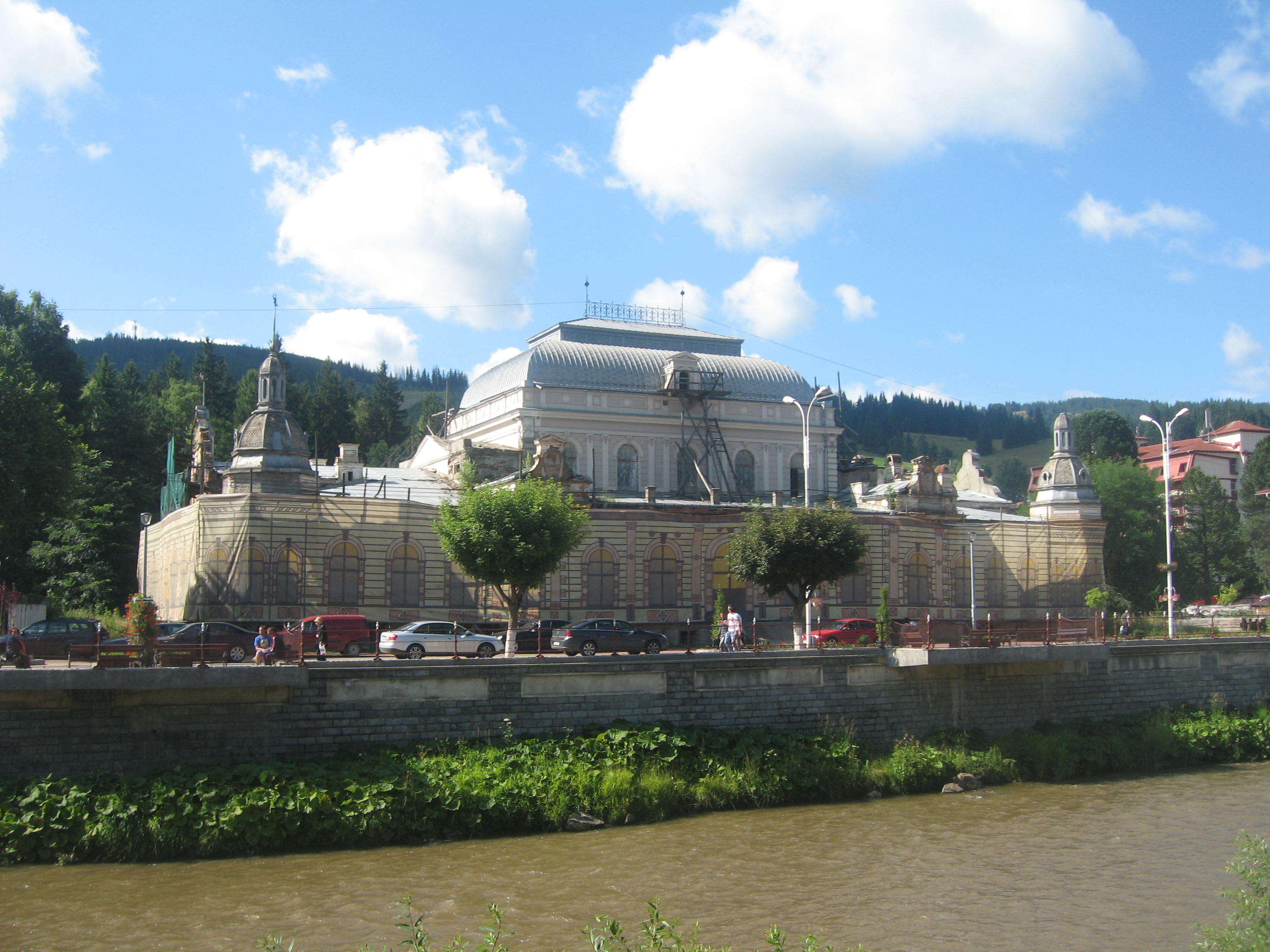
Cazinoul din Vatra Dornei privit de pe malul râului Dorna
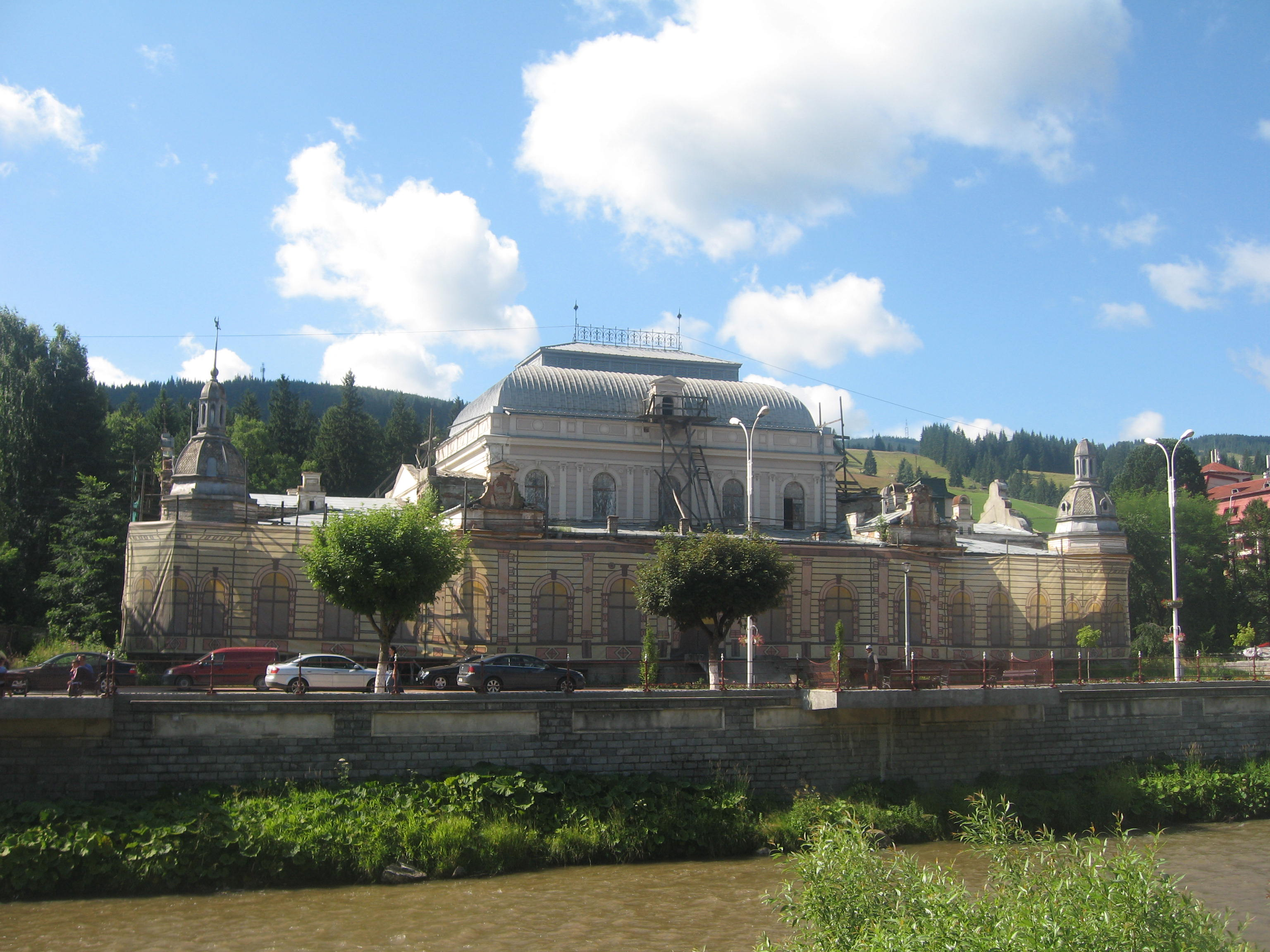
Cazinoul din Vatra Dornei privit de pe malul râului Dorna
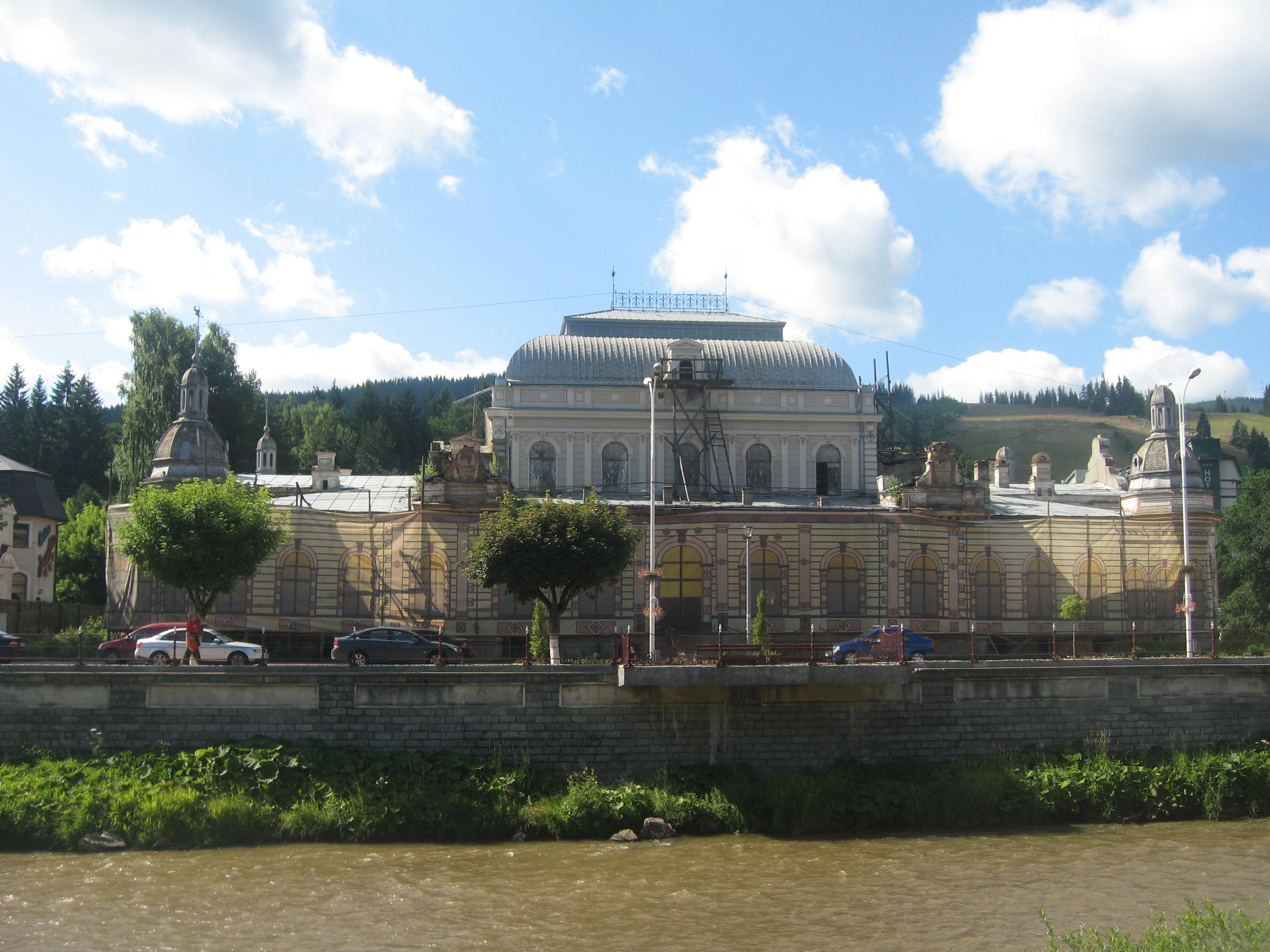
Cazinoul din Vatra Dornei privit de pe malul râului Dorna
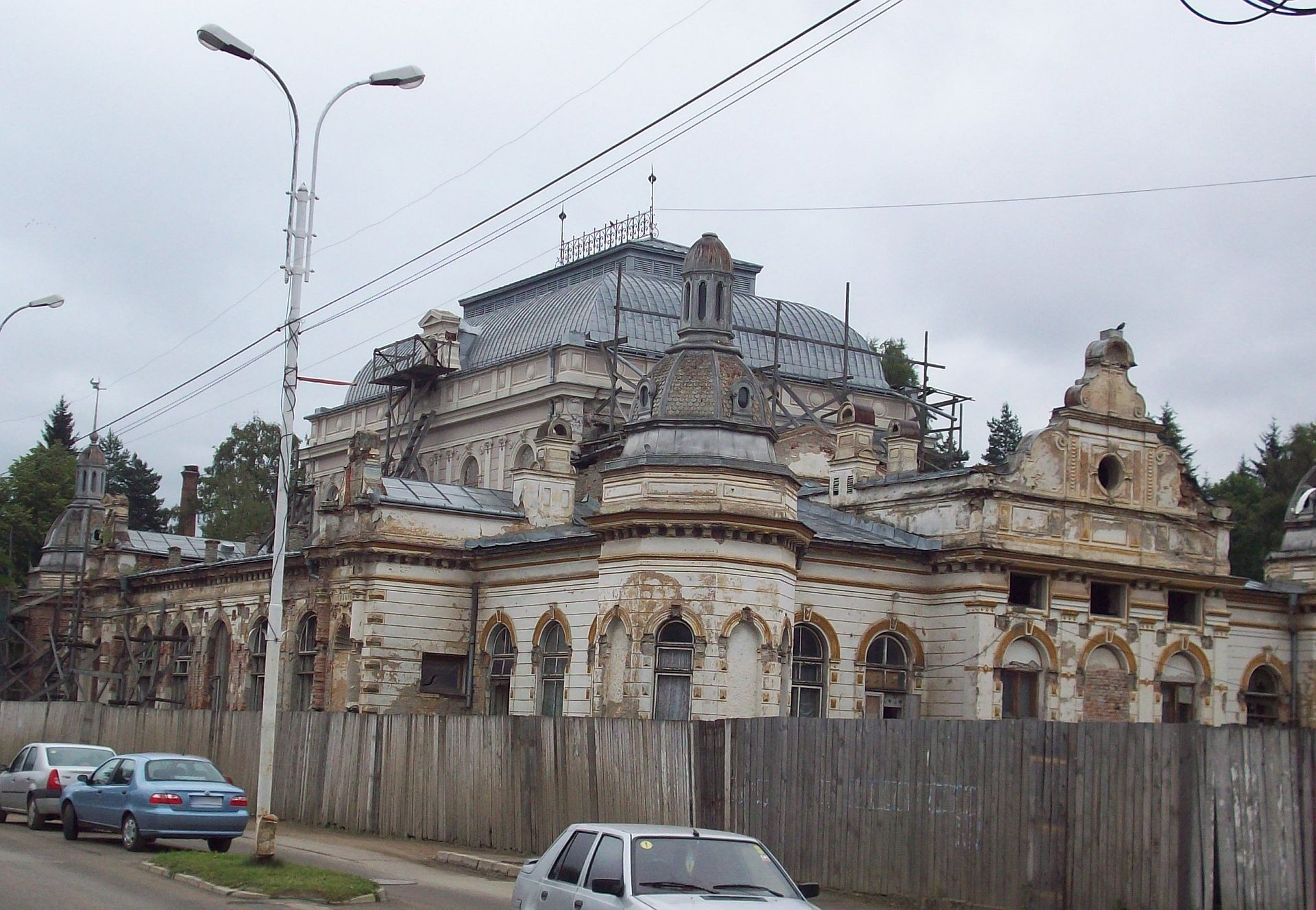
Cazinoul din Vatra Dornei în anul 2008